# Bottisham
Bottisham är en ort och civil parish i Storbritannien.   Den ligger i distriktet East Cambridgeshire, grevskapet Cambridgeshire och riksdelen England, i den sydöstra delen av landet, 80 km norr om huvudstaden London. Bottisham ligger 17 meter över havet och antalet invånare är 2 027.
Terrängen runt Bottisham är platt. Runt Bottisham är det ganska tätbefolkat, med 149 invånare per kvadratkilometer. Närmaste större samhälle är Cambridge, 10,0 km väster om Bottisham. Trakten runt Bottisham består till största delen av jordbruksmark.